# Ozoroa namaquensis
Ozoroa namaquensis là một loài thực vật thuộc họ Anacardiaceae. Loài này có ở Namibia và Nam Phi. Chúng hiện đang bị đe dọa vì mất môi trường sống.